# Turrancilla apicalis
Turrancilla apicalis is een slakkensoort uit de familie van de Olividae. De wetenschappelijke naam van de soort is voor het eerst geldig gepubliceerd in 1988 door Ninomiya.